# Cobham F.C.
Cobham FC là một câu lạc bộ bóng đá bán chuyên nghiệp có trụ sở tại Cobham, Surrey, Anh. Trực thuộc Surrey County Football Association, đội bóng hiện thi đấu tại  và có sân nhà ở Leg O'Mutton Field.

## Danh hiệu
- Combined Counties League
  - Nhà vô địch Premier Challenge Cup mùa giải 2001–02
- Surrey Intermediate (Central) League
  - Nhà vô địch League Cup các mùa giải 1933–34, 1935–36
- Kingston & District League
  - Nhà vô địch Division One các mùa giải 1928–29, 1929–30

## Thống kê
- Thành tích tốt nhất tại hạng đấu: Hạng 2 tại Combined Counties League mùa giải 1998–99[4]
- Thành tích tốt nhất tại FA Cup: Vòng sơ loại đầu tiên các mùa giải 2002–03, 2006–07, 2010–11, 2020–21[4]
- Thành tích tốt nhất tại FA Vase: Vòng năm mùa giải 2020–21[4]
- Kỷ lục khán giả đến sân: 2,000 người trong một trận đấu gây quỹ năm 1975[1]